# Jean Antoine Théodore Gudin
Jean Antoine Théodore Gudin (* 8., 12. oder 15. August 1802 in Paris; † 11. oder 12. April 1880 in Boulogne sur Seine) war ein französischer Maler.

## Leben und Karriere
Gudin galt im 19. Jahrhundert als bedeutender Maler, der sich schon frühzeitig auf großflächige romantische und naturalistische Marine- und Seestücke spezialisierte. Er studierte bei Anne-Louis Girodet und Antoine-Jean Gros an der École des Beaux-Arts in Paris. Im Jahre 1838 erhielt er von der französischen Regierung den Auftrag für einen großen Zyklus mit Darstellungen der Erfolge der französischen Marine.
Während seines langen Lebens füllte er viele europäische Sammlungen und Galerien. In fast allen europäischen Nationalgalerien ist er vertreten, besonders in Paris, London, Moskau und in der Berliner Nationalgalerie. Mehr noch als seine Kolossalgemälde finden Gudins Ölstudien, Aquarelle und Grafiken Beachtung.
Aus seiner 1844 geschlossenen Ehe mit Louis-Margaret Gordon Hay (1820–1890), Tochter des britischen Generals Lord James Hay, hatte er mehrere Kinder. Seine Tochter Henriette Herminie Louise Gudin (1825–1876) wurde ebenfalls Marinemalerin.

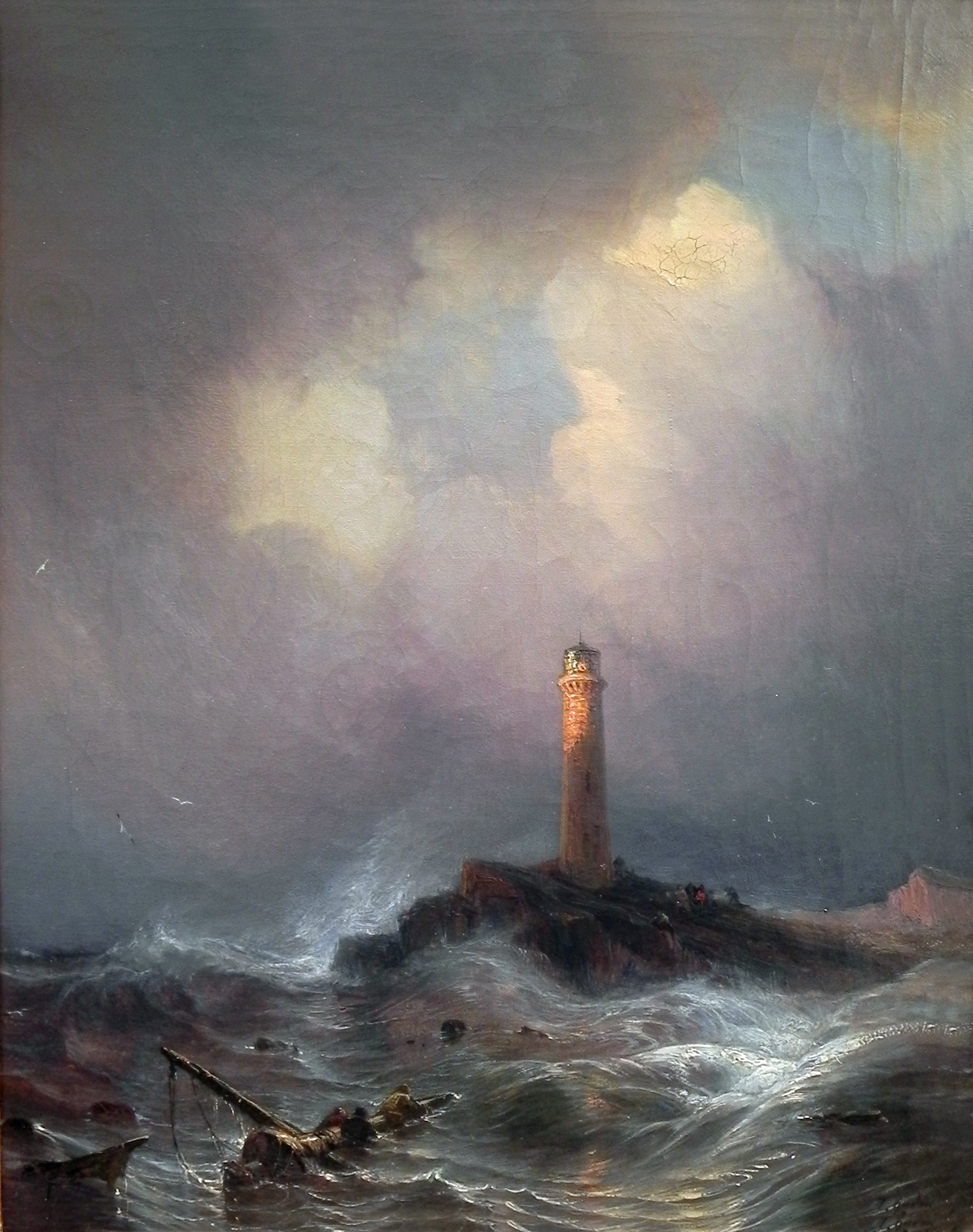
Leuchtturm an der Bretonischen Küste (1845), Alte Nationalgalerie Berlin
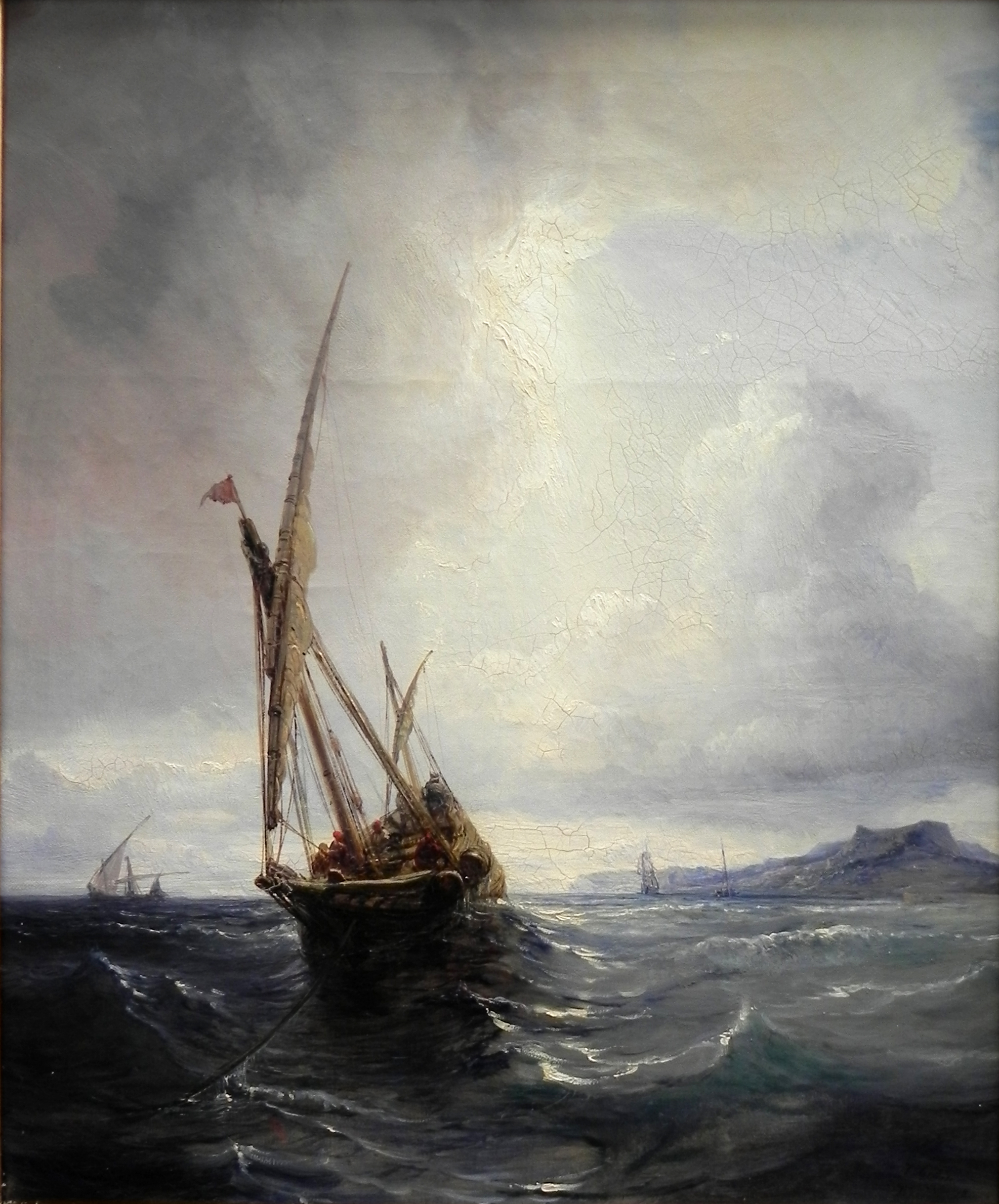
Schleichhändler-Feluke vor der Küste von Biskaya (1845)
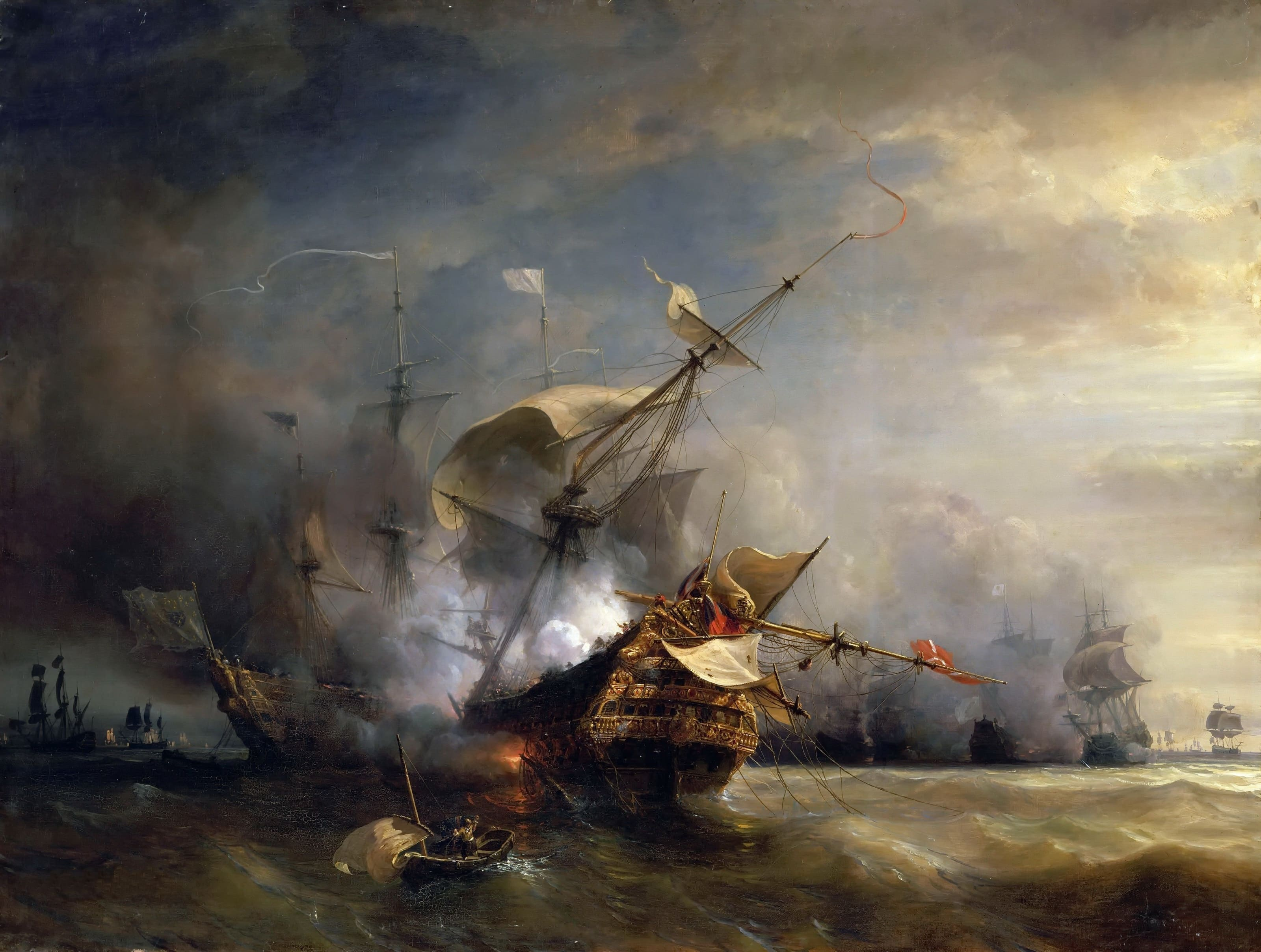
Das Seegefecht bei Lizard Point

## Schriften
- Jean Antoine Théodore Gudin (Autor), Édmond Béraud (Hrsg.): Souvenirs du baron Gudin. Peintre de la marine 1820–1870. Plon-Nourrit, Paris 1921.

## Ehrungen
1841 wurde Gudin Offizier und 1857 Commandeur der Ehrenlegion. Am 24. Januar 1845 wurde Gudin in den preußischen Orden Pour le Mérite für Wissenschaft und Künste als ausländisches Mitglied aufgenommen.